# Ryūji Kawai
Ryūji Kawai (japanisch 河合 竜二 Kawai Ryūji; * 14. Juli 1978 in der Präfektur Tokio) ist ein ehemaliger japanischer Fußballspieler.

## Karriere
Kawai erlernte das Fußballspielen in der Schulmannschaft der Seibudai High School. Seinen ersten Vertrag unterschrieb er 1997 bei den Urawa Reds. Der Verein spielte in der höchsten Liga des Landes, der J1 League. Am Ende der Saison 1999 stieg der Verein in die J2 League ab. 2000 wurde er mit dem Verein Vizemeister der J2 League und stieg in die J1 League auf. Für den Verein absolvierte er 13 Spiele. 2003 wechselte er zum Ligakonkurrenten Yokohama F. Marinos. Mit dem Verein wurde er 2003 und 2004 japanischer Meister. Für den Verein absolvierte er 145 Erstligaspiele. 2011 wechselte er zum Zweitligisten Consadole Sapporo (heute: Hokkaido Consadole Sapporo). Am Ende der Saison 2011 stieg der Verein in die J1 League auf. Am Ende der Saison 2012 stieg der Verein in die J2 League ab. 2016 wurde er mit dem Verein Meister der J2 League und stieg wieder in die J1 League auf. Für den Verein absolvierte er 179 Spiele. Ende 2018 beendete er seine Karriere als Fußballspieler.

## Erfolge
Urawa Reds
- J.League Cup

Finalist: 2002
Yokohama F. Marinos
- J1 League

Meister: 2003, 2004